# Elfriede Irrall
Elfriede Irrall (* 18. Februar 1938 in Wien; † 26. Februar 2018 ebenda) war eine österreichische Schauspielerin.

## Leben

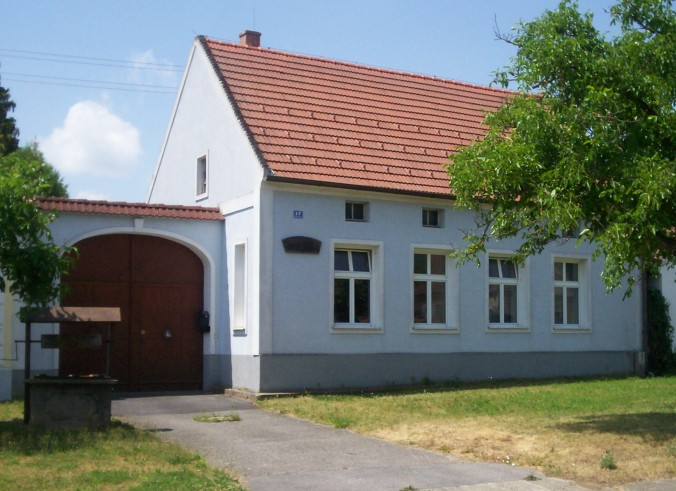
Wohnhaus von Elfriede Irrall

Ihre Ausbildung absolvierte sie von 1952 bis 1955 an der Schauspielschule Krauss in Wien. Nach ihrem Debüt in Wien wechselte sie 1955 an das Stadttheater Bonn, dem sie bis 1957 angehörte. 1957 bis 1959 spielte sie an den Bühnen der Stadt Köln, ab 1959 am Theater in der Josefstadt. Als freischaffende Schauspielerin verkörperte sie zahlreiche klassische und moderne Theaterrollen.
Ihre wesentlichen weiteren Engagements waren das Wiener Volkstheater (1960 Lulu von Frank Wedekind, Regie: Gustav Manker), Renaissance-Theater, Freie Volksbühne, Schauspielhaus Zürich, Burgtheater und Peter Steins Schaubühne am Halleschen Ufer in Berlin. Dazu kommen zahlreiche Film-, Fernseh- und Rundfunkarbeiten, wie 1959 in einem der berühmten Paul-Temple-Hörspielen, nämlich in Paul Temple und der Fall Spencer unter der Regie von Eduard Hermann und Radiogeschichten für kleine Leute des RBB.
Sie gründete 1982 mit Olaf Scheuring das „Theaterspielwerk“. Darüber hinaus absolvierte sie Lehrtätigkeiten in der Schauspielausbildung in Berlin und Wien.
In Berlin engagierte sich die Künstlerin 1999 für ein Projekt im Paul-Schneider-Haus, um Jugendlichen einen Theaterkursus zu ermöglichen.
Elfriede Irrall lebte im burgenländischen Lutzmannsburg und in Wien. Nach ihrer Ehe mit Walter Kohut war der Regisseur, Dramaturg und Schauspieler Olaf Scheuring bis zu seinem Tod 2009 ihr Lebensgefährte. Irrall starb wenige Tage nach ihrem 80. Geburtstag in Wien.
Elfriede Irrall und Olaf Scheuring wurden kremiert und in einer Privatgrabstätte im Garten ihres Wohnhauses in Lutzmannsburg beigesetzt.

## Filmografie (Auswahl)
- 1960: Herr Puntila und sein Knecht Matti
- 1961: Die Spur der Leidenschaft (Fernsehfilm)
- 1962: Das Geheimnis der schwarzen Koffer
- 1962: Ende schlecht – Alles gut (Fernsehfilm)
- 1962: Die glücklichen Jahre der Thorwalds
- 1964: Sechs Personen suchen einen Autor (Fernsehfilm)
- 1964: Hilfe, meine Braut klaut
- 1965: Der Gärtner von Toulouse (Fernsehfilm)
- 1967: Claire (Fernsehfilm)
- 1967: Abgründe (Fernsehfilm)
- 1968: Affäre Dreyfuss (Fernsehfilm)
- 1968: Madame Bovary (Fernsehserie)
- 1969: Die Glasmenagerie (Fernsehfilm)
- 1971: Peer Gynt (Fernsehserie)
- 1973: Die Wollands
- 1974: Der Kommissar – Schwierigkeiten eines Außenseiters
- 1974: Lohn und Liebe (Fernsehfilm)
- 1976: Sladek oder Die schwarze Armee (Fernsehfilm)
- 1976: Tatort – Abendstern
- 1979: Lemminge (Fernsehfilm)
- 1979: Bellas Tod (Buch: Georges Simenon, Regie: Wolfgang Storch) – als Lorraine Sherman
- 1980: Familie Merian (Fernsehserie)
- 1980: Die Kinder aus Nr. 67
- 1981: Etwas wird sichtbar (Dokumentation)
- 1981: Der Rote Strumpf
- 1982: Regentropfen
- 1982: Logik des Gefühls
- 1983: Variation (Fernsehfilm)
- 1994: Hasenjagd – Vor lauter Feigheit gibt es kein Erbarmen
- 1997: Lamorte (Fernsehfilm)
- 1997: Die Schuld der Liebe
- 1998: Glatteis (Fernsehfilm)
- 1999: Der Vulkan
- 2000: Abschied. Brechts letzter Sommer
- 2001: Die Liebe meines Lebens (Fernsehfilm)
- 2003: Der Landarzt – Wiedersehen in Dänemark
- 2005: Die Landärztin – Die Landärztin
- 2009: Kleine Fische
- 2010: Vielleicht in einem anderen Leben
- 2010: Tatort – Glaube, Liebe, Tod
- 2011: Zwischen den Zeilen
- 2012: SOKO Kitzbühel – Grabesstille
- 2013: Shirley – Visions of Reality (Film)
- 2016: Hannas schlafende Hunde
- 2018: Der Trafikant

## Theater
- 2012: Lotty und Lilya (Katrin Ammon) Stadttheater Walfischgasse Wien
- 2011: Harold and Maude (Colin Higgins) Volkstheater Wien
- 2010: Roses Geheimnis  (Neil Simon) Volkstheater Wien
- 2009: John Gabriel Borkman (Henrik Ibsen) Ernst Deutsch Theater
- 2007–2009:  Rose und Walsh (Neil Simon) Hamburger Kammerspiele
- 2006:  Donna Rosit (F.G. Lorca) Schauspielhaus Bochum
- 2005: Not I (Beckett-Hollinger-Abend) Zeitgenössische Oper Berlin[6]

## Hörspiele (Auswahl)
- 1962: Alfred Hartner: Richter Justus Veit  (Theresa, Frau des Richters) – Regie: Alfred Hartner (Hörspiel – ORF Wien)
- 2013: Francis Iles: Verdacht (Nach dem Roman „Before the Fact“) – Übersetzung, Bearbeitung und Regie: Regine Ahrem (RBB)
- 2014: Christine Nagel: Nach dem Verschwinden – Regie: Christine Nagel (Hörspiel – RBB)
- 2016: Aldous Huxley: Schöne neue Welt – Regie: Regine Ahrem (Hörspiel – RBB) – in der Rolle der Morgana Mond

## Publikationen
- (als Hg.), Olaf Scheuring: unerhört das leben, Verlag Bibliothek der Provinz, Weitra 2012, ISBN 978-3-99028-046-1.
- mit Olaf Scheuring: Und künde anderen von solchem Glück, Verl. Bibliothek der Provinz, Weitra 2014, ISBN 978-3-99028-363-9.
- mit Olaf Scheuring: Yggdrasill, Verl. Bibliothek der Provinz, Weitra 2018, ISBN 978-3-99028-684-5.

## Auszeichnungen
- 2012: Goldenes Verdienstzeichen des Landes Wien[4]